# 6438 Suárez
6438 Suárez è un asteroide della fascia principale. Scoperto nel 1988, presenta un'orbita caratterizzata da un semiasse maggiore pari a 2,2277932 UA e da un'eccentricità di 0,1879434, inclinata di 5,21670° rispetto all'eclittica.
L'asteroide è dedicato al gesuita e astronomo Buenaventura Suárez (1679-1750) che costruì il primo osservatorio nella regione di Río de la Plata in località San Cosme y Damián, nell'odierno Paraguay.